# 빌마 치불코바
빌마 치불코바(체코어: Vilma Cibulková, 1963년 3월 26일~)는 체코의 배우이다.

## 영화
- 포르노그래퍼 (2015년) - 베라 역
- 지상의 낙원 (2009년)
- 푸펜도 (2003년)
- 풍경 (2000년)
- 프라하 스토리 (1999년)
- 보헤미아에서 소녀 기르기 (1997년)
- 춤의 제왕 (1995년)